# Regelbedarf
Regelbedarf ist ein Begriff aus dem deutschen Fürsorgerecht, der im Zusammenhang mit Sozialhilfe oder Arbeitslosengeld II steht. Er ist in § 27a Abs. 1 und Abs. 2 SGB XII bzw. in § 20 Abs. 1 SGB II definiert.
| Zeitraum       | Zeitraum          | Eckregelsatz Stufe 1 | Q             | Stufe 2 | Stufe 3 | Stufe 4 | Stufe 5 | Stufe 6 |
| -------------- | ----------------- | -------------------- | ------------- | ------- | ------- | ------- | ------- | ------- |
| 1. Januar 2005 | 30. Juni 2007     | 345 €                | [ 1 ]         | 276 €   |         |         |         |         |
| 1. Juli 2007   | 30. Juni 2008     | 347 €                | [ 2 ]         | 312 €   |         |         |         |         |
| 1. Juli 2008   | 30. Juni 2009     | 351 €                | [ 3 ]         | 316 €   |         |         |         |         |
| 1. Juli 2009   | 31. Dezember 2010 | 359 €                | [ 4 ] [ 5 ]   | 323 €   |         |         |         |         |
| 1. Januar 2011 | 31. Dezember 2011 | 364 €                | [ 6 ]         | 328 €   | 291 €   | 287 €   | 251 €   | 215 €   |
| 1. Januar 2012 | 31. Dezember 2012 | 374 €                | [ 7 ]         | 337 €   | 299 €   | 287 €   | 251 €   | 219 €   |
| 1. Januar 2013 | 31. Dezember 2013 | 382 €                | [ 8 ]         | 345 €   | 306 €   | 289 €   | 255 €   | 224 €   |
| 1. Januar 2014 | 31. Dezember 2014 | 391 €                | [ 9 ]         | 353 €   | 313 €   | 296 €   | 261 €   | 229 €   |
| 1. Januar 2015 | 31. Dezember 2015 | 399 €                | [ 10 ]        | 360 €   | 320 €   | 302 €   | 267 €   | 234 €   |
| 1. Januar 2016 | 31. Dezember 2016 | 404 €                | [ 11 ]        | 364 €   | 324 €   | 306 €   | 270 €   | 237 €   |
| 1. Januar 2017 | 31. Dezember 2017 | 409 €                | [ 12 ]        | 368 €   | 327 €   | 311 €   | 291 €   | 237 €   |
| 1. Januar 2018 | 31. Dezember 2018 | 416 €                | [ 13 ]        | 374 €   | 332 €   | 316 €   | 296 €   | 240 €   |
| 1. Januar 2019 | 31. Dezember 2019 | 424 €                | [ 14 ]        | 382 €   | 339 €   | 322 €   | 302 €   | 245 €   |
| 1. Januar 2020 | 31. Dezember 2020 | 432 €                | [ 15 ]        | 389 €   | 345 €   | 328 €   | 308 €   | 250 €   |
| 1. Januar 2021 | 31. Dezember 2021 | 446 €                | [ 16 ] [ 17 ] | 401 €   | 357 €   | 373 €   | 309 €   | 283 €   |
| 1. Januar 2022 | 31. Dezember 2022 | 449 €                | [ 18 ]        | 404 €   | 360 €   | 376 €   | 311 €   | 285 €   |
| 1. Januar 2023 | 31. Dezember 2023 | 502 €                | [ 19 ]        | 451 €   | 402 €   | 420 €   | 348 €   | 318 €   |
| 1. Januar 2024 | 31. Dezember 2024 | 563 €                | [ 20 ]        | 506 €   | 451 €   | 471 €   | 390 €   | 357 €   |
| 1. Januar 2025 |                   | 563 €                | [ 21 ]        | 506 €   | 451 €   | 471 €   | 390 €   | 357 €   |

## Definition
„Regelbedarf“ ist der als für die Gewährleistung des soziokulturellen Existenzminimums in Deutschland definierte notwendige Lebensunterhalt; dieser besteht insbesondere aus den für Ernährung, Kleidung, Körperpflege, Hausrat, Haushaltsenergie (ohne die auf Heizung und Erzeugung von Warmwasser entfallenden Anteile) anfallenden lebensnotwendigen geldlichen Aufwendungen, darüber hinaus für bestimmte festgelegte persönliche Bedürfnisse des täglichen Lebens, einschließlich der Bedarfe für das grundgesetzlich garantierte „Mindestmaß am gesellschaftlichen, kulturellen und politischen Leben“ (soziale Teilhabe). Nicht zum Regelbedarf gehören die Kosten der Unterkunft und Heizung, Mehrbedarfe sowie Leistung für Bildung und Teilhabe von Schülern.
Der Regelbedarf wird nicht individuell, sondern abstrakt nach generell definierten Kriterien festgelegt, dabei wird nach Altersstufen und bestimmten Lebenssituationen unterschieden. Soweit Personen den Regelbedarf nicht durch eigene Mittel, insbesondere durch Einkommen und Vermögen oder durch „vorrangige“ Hilfen decken können, haben sie Anspruch auf staatliche Leistungen zur Deckung des Regelbedarfs.

## Anwendung
Im Rahmen der Sozialhilfe und des Arbeitslosengeld II werden Beträge ausgezahlt, die sich am Regelbedarf orientieren.

## Rechtliche Grundlagen
Mit Wirkung ab 1. Januar 2011 wird der Regelbedarf durch das Regelbedarfs-Ermittlungsgesetz (RBEG) ermittelt.
Zuvor galt die Regelsatzverordnung (RSV), im Langtitel Verordnung zur Durchführung des § 28 des Zwölften Buches Sozialgesetzbuch.
Die Berechnung der Regelbedarfe wird seit 2011 alle fünf Jahre vom Statistischen Bundesamt für das Bundesministerium für Arbeit und Soziales (BMAS) ausgeführt. Dies geschieht anhand von mehreren statistischen Sonderauswertungen der aktuellen Einkommens- und Verbrauchsstichprobe (EVS) jeweils für verschiedene Haushaltstypen (z. B. Single-Haushalt, Paarhaushalt mit einem Kind zwischen 14 und 18 Jahren). Auf der Website des BMAS werden diese Sonderauswertungen veröffentlicht.
Die Regelbedarfsstufen (RBS) nach § 8 Regelbedarfs-Ermittlungsgesetz (RBEG) sind wie folgt:
| Stufen | Beschreibung | geregelt nach                                                 |
| ------ | --- | ------------------------------------------------------------- |
| 1      | Für eine erwachsene leistungsberechtigte Person, die als alleinstehende oder alleinerziehende Person einen eigenen Haushalt führt; dies gilt auch dann, wenn in diesem Haushalt eine oder mehrere weitere erwachsene Personen leben, die der Regelbedarfsstufe 3 zuzuordnen sind. | § 20 Absatz 2 S. 1 SGB II                                     |
| 2      | Für jeweils zwei erwachsene Leistungsberechtigte, die als Ehegatten, Lebenspartner oder in eheähnlicher oder lebenspartnerschaftsähnlicher Gemeinschaft einen gemeinsamen Haushalt führen. | § 20 Absatz 4 SGB II                                          |
| 3      | Für eine erwachsene leistungsberechtigte Person, die weder einen eigenen Haushalt führt, noch als Ehegatte, Lebenspartner oder in eheähnlicher oder lebenspartnerschaftsähnlicher Gemeinschaft einen gemeinsamen Haushalt führt. Erwachsene in einer stationären Einrichtung, alleinstehende Personen bis zum Alter von 24 oder erwachsene Personen bis zum Alter von 24 mit minderjährigem Partner, die ohne Zusicherung des kommunalen Trägers umgezogen sind | § 20 Absatz 3 SGB II i. V. m. § 20 Absatz 2 S. 2 Nr. 2 SGB II |
| 4      | Für eine leistungsberechtigte Jugendliche oder einen leistungsberechtigten Jugendlichen von 14 bis unter 18 Jahre. | § 20 Absatz 2 S. 2 Nr. 1 SGB II, § 23 Nr. 1 SGB II            |
| 5      | Für ein leistungsberechtigtes Kind von 6 bis unter 14 Jahre. | § 23 Nr. 1 SGB II                                             |
| 6      | Für ein leistungsberechtigtes Kind bis unter 6 Jahre. | § 23 Nr. 1 SGB II                                             |

## Fortschreibung
Die für die Kalenderjahre 2005 bis 2010 geltende Regelung, nach der der Regelbedarf jeweils zum 1. Juli eines Jahres um den Prozentsatz angepasst wurde, um den sich der aktuelle Rentenwert in der gesetzlichen Rentenversicherung veränderte, wurde aufgehoben, nachdem das Bundesverfassungsgericht dieses Verfahren verworfen hatte.
Die Regelbedarfe werden jeweils zum 1. Januar eines Jahres aufgrund der bundesdurchschnittlichen Entwicklung der Preise für regelbedarfsrelevante Güter und Dienstleistungen sowie der bundesdurchschnittlichen Entwicklung der Nettolöhne und -gehälter je beschäftigten Arbeitnehmer nach der Volkswirtschaftlichen Gesamtrechnung (Mischindex) ermittelt. Zur Ermittlung der jährlichen Veränderungsrate des Mischindexes wird die sich aus der bundesdurchschnittlichen Entwicklung der Preise aller regelbedarfsrelevanten Güter und Dienstleistungen ergebende Veränderungsrate mit einem Anteil von 70 % und die sich aus der bundesdurchschnittlichen Entwicklung der Nettolöhne und -gehälter je beschäftigten Arbeitnehmer ergebende Veränderungsrate mit einem Anteil von 30 % berücksichtigt (Basisfortschreibung, § 28a Abs. 2 SGB XII). Das Bundesministerium für Arbeit und Soziales beauftragt das Statistische Bundesamt mit der Ermittlung der jährlichen Veränderungsrate (§ 28a Abs. 6 SGB XII) und bestimmt daraufhin den für die Fortschreibung der Regelbedarfsstufen maßgeblichen Prozentsatz durch Rechtsverordnung (§ 40 Satz 1 Nr. 1 SGB XII).
Mit dem Bürgergeld-Gesetz wurde ab dem Jahr 2023 für die Fortschreibung der Regelbedarfsstufen eine ergänzende Fortschreibung eingeführt. Die auf Grundlage der Basisfortschreibung entwickelten Euro-Beträge werden dazu erneut fortgeschrieben. Die dabei zu berücksichtigende Veränderungsrate ergibt sich allein aus der Preisentwicklung (Inflationsausgleich), die Entwicklung der Nettolöhne und -gehälter wird, anders als bei der Basisfortschreibung, nicht berücksichtigt. Diese Änderung geht auf die Vorgabe des Bundesverfassungsgerichts im Beschluss 23. Juli 2014 vom zurück, wonach bei stark steigender Preisentwicklung eine zeitnahe Reaktion gewährleistet sein muss, damit es nicht zu einer offensichtlichen und erheblichen Diskrepanz zwischen der tatsächlichen Entwicklung der Preise von regelbedarfsrelevanten Gütern und Dienstleistungen im Vergleich zu der bei der Fortschreibung der Regelbedarfe berücksichtigten Entwicklung kommt.

## Verfassungsmäßigkeit der Regelleistung
Am 9. Februar 2010 urteilte das Bundesverfassungsgericht, dass die zu dieser Zeit angewandte Methode zur Festlegung der Höhe der Regelleistung verfassungswidrig sei, denn sie gewährleiste nicht, dass die existenznotwendigen Aufwendungen in einem transparenten und sachgerechten Verfahren realitätsgerecht sowie nachvollziehbar auf der Grundlage verlässlicher Zahlen und schlüssiger Berechnungsverfahren bemessen würden. Die Pauschalisierung des typischen Bedarfs sei verfassungsrechtlich unter der Voraussetzung zulässig, dass für Härtefälle ein zusätzlicher Leistungsanspruch eingeräumt werde. Ob aus der verfassungswidrigen Berechnungsmethode folgte, dass die damalige Höhe der pauschalisierten Regelleistung des Arbeitslosengeldes II und des Sozialgeldes ebenfalls verfassungswidrig war, ließ das Gericht offen.
Die Vorschriften zur Berechnung der Regelleistungshöhe blieben bis zum 31. Dezember 2010 weiter anwendbar. In Härtefällen konnten bei einem über die pauschalisierte Regelleistung hinausgehenden unabweisbaren, laufenden, nicht nur einmaligen, besonderen Bedarf direkt aus Art. 1 Grundgesetz zusätzliche Leistungen beansprucht werden.
Das Gericht hatte Vorlagen des Bundessozialgerichts und des Hessischen Landessozialgerichts in einem konkreten Normenkontrollverfahren nach Art. 100 des Grundgesetzes (GG) zu entscheiden. Diese Bundessozialgericht hatte das Sozialgeld für Kinder unter 14 Jahren, der sechste Senat des LSG Hessen die Regelleistung insgesamt, also auch für Erwachsene, für verfassungswidrig angesehen. Dem entgegengesetzt hatte das Bundessozialgericht mit Urteil vom 27. August 2008, Az. B 1 KR 10/07 R bereits entschieden, dass der Gesetzgeber beim Erwachsenenregelsatz die verfassungsrechtlichen Anforderungen beachtet habe. Dementsprechend gingen viele Sozialrichter damals davon aus, dass der Erwachsenenregelsatz nicht verfassungswidrig sei, so etwa die damalige Präsidentin des Sozialgerichts Berlin, Monika Paulat. Rechtsmittel wurden von den Gerichten, beispielsweise vom Landessozialgericht Niedersachsen-Bremen in seinem Beschluss vom 07.10.2009 mit dem Hinweis abgewiesen, dass das Bundessozialgericht bereits mehrfach entschieden habe, dass die Regelleistung für Erwachsene in § 20 Abs. 2 Sozialgesetzbuch Zweites Buch (SGB II) verfassungsrechtlich nicht zu beanstanden sei.
Das Bundesverfassungsgericht stellte fest, dass die Regelleistung für Erwachsene sowie das Sozialgeld nach § 20 SGB II a.F. bzw. § 28 SGB II a.F. nicht in jedem Falle ausreichend zur Deckung des verfassungsrechtlichen Anspruches auf Gewährleistung eines menschenwürdigen Existenzminimums aus Art. 1 Abs. 1 GG in Verbindung mit Art. 20 Abs. 1 GG seien. Zur Gewährleistung eines menschenwürdigen Existenzminimums seien für Härtefälle zusätzlich alle unabweisbaren, laufenden, nicht nur einmaligen, besonderen Bedarfe zwingend zu decken. Berücksichtigt werden müsse ein in Sonderfällen auftretender Bedarf oder ein im Einzelfall atypischer Bedarfsumfang. Der Gesetzgeber habe für die Basisregelleistung mit dem Statistikmodell zwar grundsätzlich ein taugliches Berechnungsverfahren zur Bemessung des Existenzminimums gefunden. Bei der Bemessung der Regelleistung habe er dieses jedoch in verschiedenen Bereichen verlassen, etwa indem er Ausgaben für Bildung oder Mehrkosten für die Nutzung des öffentlichen Personenverkehrs unberücksichtigt gelassen habe, ohne dass dafür eine tragfähige Begründung erkennbar sei. Die besonderen kinderspezifischen Bedarfe seien durch den Gesetzgeber überhaupt nicht ermittelt worden. Der Bedarf von Kindern lasse sich nicht einfach von dem Bedarf Erwachsener ableiten. Die Bedarfsermittlung habe sich an kindlichen Entwicklungsphasen auszurichten und an dem, was für die Persönlichkeitsentfaltung eines Kindes erforderlich sei. Bei der Anpassung der Höhe der Regelleistung sei die Orientierung an der Entwicklung des bruttolohnbezogenen aktuellen Rentenwerts nach § 68 SGB VI sachwidrig, stattdessen müsse der Gesetzgeber sich nach der tatsächlichen Bedarfsentwicklung (wie Preissteigerungen, Nettolohn) richten.
Während das Gericht vom Gesetzgeber beim physischen Existenzminimum eine ausnahmslose Erfüllung des ermittelten Bedarfes verlangte, räumte es beim soziokulturellen Existenzminimum dem Gesetzgeber einen weiten Gestaltungsspielraum ein. Dabei verlangte es aber, dass jede Gestaltungsentscheidung überprüfbar begründet werde und sich an der zuvor gewählten Methode zur Bedarfsermittlung orientiere.
Als Reaktion auf das Urteil des Bundesverfassungsgerichts und in Erledigung des Auftrags des Gerichts, eine neue Regelung unter Beachtung der verfassungsrechtlichen Vorgaben des Gerichts zu schaffen, wurde – mit Verspätung – das Gesetz zur Ermittlung von Regelbedarfen und zur Änderung des Zweiten und Zwölften Buches Sozialgesetzbuch vom 24. März 2011 erlassen, das rückwirkend zum 1. Januar 2011 in Kraft trat.
Mit Beschluss vom 23. Juli 2014 entschied das Bundesverfassungsgericht über zwei Aussetzungs- und Vorlagebeschlüsse des Sozialgerichts Berlin (1 BvL 10/12 und 1 BvL 12/12). Eine Verfassungsbeschwerde von Privatpersonen, gegen die aufgrund eines Urteils des Bundessozialgerichts vom 28.03.2013 zu den neu festgesetzten Regelbedarfen (1 BvR 1691/13), wurde zurückgewiesen. Entscheidend war bei dem Beschluss des Bundesverfassungsgerichts, dass auch eine sachgerechte Schätzung mit Unsicherheiten behaftet sei, weshalb der Gesetzgeber nicht gezwungen sei, zur Bestimmung der Höhe von Sozialleistungen auf eine bloß näherungsweise Berechnung abzustellen (Rd. 105).
Auf Anfrage des Fernsehmagazins Monitor für seine Sendung vom 17.05.2018 teilte die Bundesregierung mit, dass Daten erhoben würden, nicht bedeute, dass alle zur Verfügung stehenden Daten vollständig verwendet werden müssten. In derselben Sendung stellte Jürgen Borchert, der als Senatsvorsitzender am Landessozialgericht das Urteil durch seine Vorlage wesentlich veranlasst hatte, hierzu fest: „Dann kann man sagen, wir lassen den Quatsch mit dem statistischen Ermitteln, weil wir halten uns sowieso nicht dran. Da wird ein großer Hokuspokus veranstaltet, den sowieso kaum jemand versteht, weil diese Rechnungen sehr kompliziert sind, aber sie sind relativ genau. Und wenn man sich dann hinterher nicht dran hält, dann soll man das Ganze offen auf den … in den Abfalleimer schmeißen.“
Abweichend von einem Abstellen auf korrekte statistischen Ermittlung hob das Bundesverfassungsgericht in 1 BvL 10/12 vom 23.07.2014, hervor, entscheidend sei, dass die Anforderungen des Grundgesetzes, tatsächlich für eine menschenwürdige Existenz Sorge zu tragen, im Ergebnis nicht verfehlt würden (Rd. 77). Entscheidend sei, dass im Ergebnis eine menschenwürdige Existenz tatsächlich gesichert sei (Rd. 93). Entscheidend sei aus verfassungsrechtlicher Sicht nur, dass existenzsichernde Bedarfe insgesamt tatsächlich gedeckt sind (Rd. 115). Entscheidend sei im Ergebnis eine menschenwürdige Existenz tatsächlich zu sichern (Rd. 137). Verfassungsrechtlich sei allein entscheidend, dass für jede individuelle hilfebedürftige Person das Existenzminimum nach Art. 1 Abs. 1 in Verbindung mit Art. 20 Abs. 1 GG ausreichend erfasst wird (Rd. 140). Gleichwohl stellte es in Rd. 149 die Verfassungsmäßigkeit nicht nur der ausdrücklich angegriffenen Normen, sondern auch von deren weiteren Fassungen und Nachfolgeregelungen fest.
Der Kläger des Verfahrens 1 BvL 1/09 begehrte keine Regelsatzerhöhung, sondern ausschließlich eine korrekte und gerechte Berechnung. Eine vom Bundesverfassungsgericht erst später bearbeitete Verfassungsbeschwerde 1 BvR 1523/08, in der es um höhere Leistung ging, hat es nicht zur Entscheidung angenommen, da, nach welchen verfassungsrechtlichen Maßstäben im Einzelnen sich die Bemessung solcher Leistungen richtet, in der Rechtsprechung des Bundesverfassungsgerichts bislang nicht geklärt war, eine rückwirkende Neufestsetzung etwaiger höherer Leistungen für den gesamten Zeitraum ab dem 1. Januar 2005 zudem unvertretbare fiskalische Wirkungen hätte und weil im Hinblick auf die beanstandeten Vorschriften eine evidente Unterschreitung des menschenwürdigen Existenzminimums nicht feststellbar sei.
Am 23. Juli 2014 entschied das Bundessozialgericht in mehreren Fällen, etwa zum Aktenzeichen B 8 SO 12/13 R, dass die seit 2011 vorgenommene generelle abweichende Einstufung von behinderten Menschen im Rechtskreis SGB XII in die Regelbedarfsstufe 3 eine Diskriminierung aufgrund der Behinderung darstellt und somit rechtswidrig ist. Die Regelbedarfsstufe 3 sei nur anzuwenden, wenn bei dem behinderten Menschen entgegen der gesetzlichen Vermutung keinerlei eigenständige oder nur eine gänzlich unwesentliche Beteiligung an der Haushaltsführung vorläge. Die materielle Beweislast liege insoweit bei dem Grundsicherungsträger.

## Aufschlüsselung nach dem Statistikmodell
| EVS-Abteilung | Bezeichnung                                        | Euro   |
| ------------- | -------------------------------------------------- | ------ |
| 1             | Nahrung, alkoholfreie Getränke                     | 195,35 |
| 2             | Freizeit, Unterhaltung, Kultur                     | 54,92  |
| 3             | Verkehr                                            | 50,49  |
| 4             | Post und Telekommunikation                         | 50,33  |
| 5             | Wohnen, Energie (Strom), Wohninstandhaltung        | 47,71  |
| 6             | Bekleidung, Schuhe                                 | 46,71  |
| 7             | Andere Waren und Dienstleistungen                  | 44,93  |
| 8             | Innenausstattung, Haushaltsgeräte und -gegenstände | 34,28  |
| 9             | Gesundheitspflege                                  | 21,48  |
| 10            | Beherbergungs- und Gaststättendienstleistungen     | 14,70  |
| 11            | Bildung                                            | 2,03   |
|               | Summe                                              | 563,00 |